# بيترو (اسم)
بترو (باليونانية: Πέτρου)‏ هو اسم عائلة يوناني. الأشخاص الذين يحملون هذا اللقب هم:
- ماريا بيترو (1953-2012) - عالمة كمبيوتر بريطانية يونانية المولد.
- كوستاس بيترو (مواليد 1959) - ملاكم بريطاني من أصل قبرصي يوناني.
- نيكولاس بيترو (مواليد 1967) - مصمم أزياء أمريكي قبرصي المولد.
- سوكراتيس بيترو (مواليد 1979) - لاعب كرة قدم يوناني.
- ديفيد مايكل بيترو - منتج أفلام أمريكي.
- جورج بيترو - قائد أوركسترا يوناني وعازف بيانو.
- أريستوس بيترو - موسيقي أمريكي.